# 蒙锥克魔法喷泉
蒙锥克魔法噴泉是加泰羅尼亞巴塞羅那蒙锥克地區的一座噴泉，靠近西班牙廣場和小西班牙。該噴泉和附近的其他大型項目類似，是為了1929年巴塞羅那世界博覽會而興建。

## 外部連結
- The Magic Fountain （页面存档备份，存于） at the Ajuntament de Barcelona （页面存档备份，存于） website
- Magic Fountain of Montjuic in Barcelona

41°22′16.15″N 02°09′06.25″E / 41.3711528°N 2.1517361°E